# 派洛特諾布 (印地安納州)
派洛特諾布（英語：Pilot Knob）是位於美國印地安納州克勞福德縣的一個非建制地區。該地的面積和人口皆未知。

## 地理
派洛特諾布的座標為38°16′57″N 86°20′59″W / 38.28250°N 86.34972°W，而該地的平均海拔高度為264米（即866英尺）。